# Eisen Spitze
Eisen Spitze är en bergstopp i Österrike.   Den ligger i distriktet Landeck och förbundslandet Tyrolen, i den västra delen av landet, 500 km väster om huvudstaden Wien. Toppen på Eisen Spitze är 1 922 meter över havet.
Terrängen runt Eisen Spitze är bergig. Närmaste större samhälle är Landeck, 8,8 km öster om Eisen Spitze. 
Trakten runt Eisen Spitze består i huvudsak av gräsmarker. Runt Eisen Spitze är det ganska glesbefolkat, med 27 invånare per kvadratkilometer.